# かくして殺人へ
『かくして殺人へ』（かくしてさつじんへ、And So to Murder ）は、1940年に発表されたカーター・ディクスン（ディクスン・カー）名義の長編推理小説。ヘンリー・メリヴェール卿もの第10長編である。

## 概要
カー特有の怪奇・伝承にまつわる作風に乏しく、物語の終盤近くになっても殺人が起こらない（未遂に終わるターゲットらしき人物への襲撃は連発する）、ラブコメ色の濃い作品。
コナン・ドイルの長編『恐怖の谷』やエラリー・クイーンのハリウッドものに挑んだ作品とも言われ、メインストーリーとは無関係らしき人物の会話や行動が挿入されるのはアガサ・クリスティの『ABC殺人事件』を思わせるカー（ディクスン）の実験作。

## あらすじ
ベストセラー小説『欲望』の作者モニカ・スタントンは英国のアルビオン映画社のプロデューサーであるトマス・ハケットから探偵小説作家ウィリアム・カートライトの作品『かくして殺人へ』の脚本を書くことを提案され、女優フランシス・フルーア、映画監督ハワード・フィスクらに紹介される。
ところが撮影所で彼女を狙ったと思われる襲撃と文書による脅迫が連続して起こる。はたして犯人の目的はいったい何か？

## 登場人物
- モニカ・スタントン - 主人公。『欲望』がベストセラーになった若き女流作家。
- ウィリアム・カートライト - 『かくして殺人へ』を書いたミステリー作家。
- トマス・ハケット - アルビオン映画社のプロデューサー。
- ハワード・フィスク - アルビオン映画社と契約した映画監督。
- クルト・フォン・ガーゲルン - アルビオン映画社と契約した映画助監督。
- フランシス・フルーア - 映画女優、ガーゲルンの妻。
- ティリー・パーソンズ - ハリウッドの脚本家。
- ヘンリー・メリヴェール卿 - 本作の探偵役。陸軍省情報部長。通称はH・M。
- ケン・ブレーク - 陸軍省情報部大尉。
- ハンフリー・マスターズ - スコットランド・ヤード首席警部。

## 提示される謎
- ミッシング・リンク（襲われた主人公と犯人とを繋ぐ見えない接点）
- 主人公はなぜ、連続して命を狙われるのか。毎回、犯人の襲撃が空振りに終わる原因は何か。

## 評価
二階堂黎人は本作品を当初、「カーの作品で一番取り柄も何もないのは、この作品ではなかろうか」と評していたが、新訳を再読して「けっして取り柄がないなどということはなかった。むしろ、技巧的なダブルミーニングが物語全体に施されていて、カーの騙しの技巧に改めて感動したほどである。」と評価を改めている。

## 特記事項
- 作中でモニカが書いたベストセラー『欲望』のヒロインの名前は、カー名義『皇帝のかぎ煙草入れ』『火刑法廷』両長編の主人公の名前を掛け合わせた姓名になっている。

## 書誌情報
- 『かくして殺人へ』白須清美（訳）、東京創元社〈創元推理文庫〉、2017年。ISBN 978-4488118426。
- 『かくして殺人へ』白須清美（訳）、新樹社、1999年。ISBN 978-4787584953。